# Лази (Жарський повіт)
Лази (пол. Łazy, нім. Läsgen) — село в Польщі, у гміні Туплиці Жарського повіту Любуського воєводства.
Населення — 147 осіб (2011).
У 1975-1998 роках село належало до Зеленогурського воєводства.

## Демографія
Демографічна структура станом на 31 березня 2011 року:
|          | Загалом | Допрацездатний вік | Працездатний вік | Постпрацездатний вік |
| -------- | ------- | ------------------ | ---------------- | -------------------- |
| Чоловіки | 68      | 16                 | 47               | 5                    |
| Жінки    | 79      | 16                 | 44               | 19                   |
| Разом    | 147     | 32                 | 91               | 24                   |